# Belle-Anse
Belle-Anse este o comună din arondismentul Belle-Anse, departamentul Sud-Est, Haiti, cu o suprafață de 381,27 km2 și o populație de 69.071 locuitori (2009).